# Volcan Club de Moroni
Volcan Club de Moroni – komoryjski klub piłkarski, mający siedzibę w mieście Moroni, grający w pierwszej lidze komoryjskiej.

## Sukcesy
- Championnat des Comores[1]:
  - mistrzostwo (3): 2015, 2018, 2022.

- Puchar Komorów[2]:
  - zwycięstwo (4): 1984, 2006, 2014, 2016.

## Występy w afrykańskich pucharach
| Sezon     | Rozgrywki           | Runda   | Kraj              | Klub                         | Dom | Wyjazd | Dwumecz |
| --------- | ------------------- | ------- | ----------------- | ---------------------------- | --- | ------ | ------- |
| 2015      | Puchar Konfederacji | wstępna | Angola            | Atlético Petróleos de Luanda | 0–1 | 0–4    | 0–5     |
| 2016      | Liga Mistrzów       | wstępna | Południowa Afryka | Kaizer Chiefs FC             | 0–4 | 0–3    | 0–7     |
| 2017      | Puchar Konfederacji | wstępna | Uganda            | Vipers SC                    | 1–1 | 0–0    | 1–1     |
| 2018/2019 | Liga Mistrzów       | wstępna | Namibia           | African Stars FC             | 0–0 | 1–2    | 1–2     |
| 2022/2023 | Liga Mistrzów       | 1       | Seszele           | La Passe FC                  | 1–0 | –      | 1–0     |

## Stadion
Domowe mecze klub rozgrywa na stadionie o nazwie Stade de Moroni w Moroni, który może pomieścić 3000 widzów.